# Анжуйский диалект

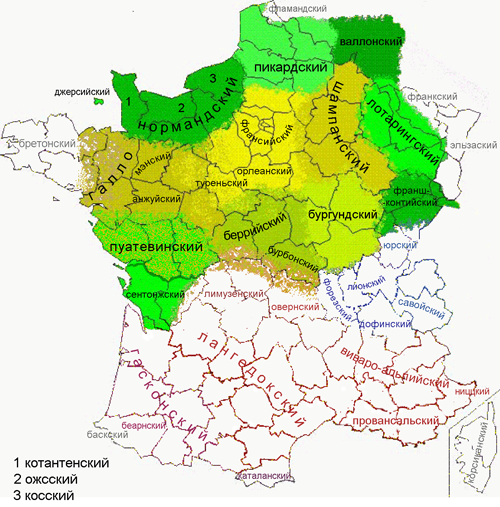
Ареал анжуйского диалекта на карте языков и диалектов ланг д’ойль

Анжу́йский диале́кт (фр. angevin, самоназвание — angevin) — один из диалектов, входящих в севернофранцузский языковой ареал ойль. Распространён в северо-западной Франции главным образом на территории исторической области Анжу. Наряду с галло и мэнским диалектом входит в западную группу диалектов ойль (западную группу диалектов французского языка). Иногда в состав анжуйского диалекта включают говоры мэнского и сартского диалектов.
В настоящее время анжуйский диалект практически полностью вышел из употребления, в ещё сохраняющихся говорах внутренняя структура сильно размыта под влиянием французского литературного языка, при этом ряд анжуйских диалектных черт используется в региональной разновидности французского языка области Анжу. На анжуйском диалекте существует проза и поэзия, созданная такими литераторами, как Pierre Anjou, André Bruel, Antoine Charles, Emile Joulain, Marc Leclerc и другими.

## Область распространения
Ареал анжуйского диалекта размещён в западной части языкового ареала ойль, областью его распространения являются равнинные районы в бассейне реки Луары в её среднем течении на территории исторической области Анжу. По современному административно-территориальному делению Франции анжуйский ареал охватывает департамент Мен и Луара и соседние с ним районы департаментов Майен и Сарта, а также восточные районы департамента Атлантическая Луара региона Земли Луары и западные районы департамента Эндр и Луара региона Центр. С ареалом анжуйского диалекта граничат ареалы диалектов ойль западной группы: на севере — ареал мэнского диалекта, на северо-востоке — ареал сартского диалекта, на западе — ареал диалекта галло. На востоке к анжуйскому диалекту примыкает туреньский диалект центральной группы диалектов ойль, а на юге пуатевинский диалект юго-западной группы диалектов ойль.

## Особенности диалекта
Анжуйский диалект разделяет ряд диалектных особенностей, присущих западному севернофранцузскому ареалу. Например, на месте старофранцузского [ei] в западных диалектах развились гласные [e] или [ɛ], в то время как в центральных и восточных диалектах отмечается [wa]:
| Западные диалекты   | Французский           |
| ------------------- | --------------------- |
| mé, té, sé          | moi, toi, soi         |
| fé, dret, véture    | foi, droit, voiture   |
| neir, pesson, vésin | noir, poisson, voisin |

К собственно анжуйским диалектным чертам относятся:
1. Произношение /a/ в конце слов как долгого à — [a:]: chênâ (фр. литер. chênaie), hâ (литер. haie) и т. п.
2. В ряде позиций на месте /a/ произносится [o] или [ɛ]: ormouère (литер. armoire), chaircutier (литер. charcutier) и т. п.
3. Гласный [ɛ] в ряде случаев произносится как [e]: méson (литер. maison «дом») и т. д.